# 土屋和之
土屋 和之（つちや かずゆき）は、日本の録音技師である。横浜放送映画専門学院（現・日本映画大学）第1期卒業。

## 概歴
- 高輪高等学校（東京都港区）を1974年に卒業後、在学時に結成したアマチュアフォークバンド「白雪姫」を継続展開、録音係も担当、音楽仲間のほかのアマチュアバンド三グループの録音も請け負う。1975年、多重録音を修学の目的で、この年創設された 横浜放送映画専門学院（学院長：今村昌平）＜現・日本映画大学＞に入学する。
- 横浜放送映画専門学院在学中に篠田正浩に映画の基礎、浦山桐郎に演出・脚本、吉田庄太郎に映画録音を就学するかたわら、吉田の紹介により、作曲家いずみたくの「オールスタッフプロ」に従事、麻布のアトリエ・フォンテーヌで舞台ミュージカルの舞台音響技術ならびに音楽録音を経験。ミュージカル『怪傑アンパンマン』ほか2本の舞台音響助手や舞台監督助手を務める。
- 卒業後の1977年、録音技師・太田六敏（元・大映→元・日活）の主宰する櫂の会録音スタジオに入社。テレビ朝日『ジグザグ・ブルース』で録音サード助手で業界デビュー。つづくTBSドラマ『私は泣かない』でセカンド助手に上がる。翌夏、副社長・宮下光威の引き合いにより劇映画『翼は心につけて』（監督・堀川弘通）でチーフ助手に上がる。
- 1981年1月、櫂の会を退社、東映で『翔んだカップル』(フジテレビ)、石原プロ『西部警察Part2』（テレビ朝日）を経てのち、日活にてフリーの録音チーフ助手として登録される。
- 以降、日活撮影所を主に、東宝、松竹大船撮影所、東映、大映テレビ、大映映像、近代映協等の仕事をする。
- 1985年、局制音声会社「タムコ」に招かれたのをきっかけに、TBS、日本テレビ、フジテレビ、テレビ朝日のテレビ局制のドラマ音声部門のほか、日本テレビ『ルックルックこんにちは』の芸能取材などのENG音声部門にも進出していった。
- 1986年、TBS・ドラマ23『典奴どすえ!』（主演：賀来千香子）で、初録音技師。
- 1991年に新人育成を目的に映画録音技術会社を設立。しかし、バブル崩壊や日活倒産のあおり受けて創設8年で解散。1999年から、再びフリーの録音技師として事業を展開する。
- 2008年から2011まで、本業の合間に日活芸術学院にて実習講師として指導。33期卒業製作、34期卒業製作、35期1年製作『カーテンコール』、36期1年製作『カーテンコール』ほかマイク実習授業や私設の「土屋塾」を開きマイク指導を行う。

## 主な作品

### テレビ作品
◇チーフ録音助手◇
- 「特捜最前線」（監督：佐藤肇・野田幸男ほか　出演：西田敏行・大滝秀治・誠直也・桜木健一ほか）
- 「愛のホットライン」（出演：加山雄三・田中好子）
- 「土曜ワイド劇場」テレビ朝日2時間ドラマ　「結婚しない女」（監督：野田幸男／出演：坂口良子）「ゼロ計画を阻止せよ」「女主人殺し」（監督：斎藤武市）ほか多数
- 「火曜サスペンス」日本テレビ2時間ドラマ
- 「ザ・サスペンス」TBS2時間ドラマ
- 「古都」（出演：沢口靖子。田村高広）
- 「赤ひげ」（出演：萬屋錦之介）
- 「キクの場合」（監督：斎藤武市／出演：小泉今日子・永島敏之）
- 「渡された場面」（監督：松尾昭典／出演：古谷一行）
- 「ザ・ハングマンII」(出演：名高達男・黒沢年男・夏樹陽子ほか)
- 「新・ハングマン」(出演：名高達男・山城新伍・早乙女愛ほか）
- 「婦警候補生物語」
- 「おんな風林火山」
- 「ザ・スクールコップ」
- 「もっとあぶない刑事」
- 「愛と哀しみの海」終戦記念特別企画フジテレビ＝東宝（監督：堀川弘通／出演：倍賞千恵子・沢口靖子ほか）

◇録音技師◇
- 「典奴どすえ」TBS(1986) 監督：江崎実生
- 「松本清張作家活動40年記念・砂の器」テレビ朝日(1991) 監督：池広一夫
- 「女子高生危険なアルバイト」(1991) 監督:村田忍
- 「運命のめぐり愛」土曜ワイド劇場/特別企画　東映・中国電視合作 監督：日高武治
- 「美人エステティシャン殺し」「真珠王殺し」土曜ワイド劇場・考古学者シリーズ 監督：松島稔
- 「碧の十字架」「誇りある被害者」「街」「駅」「殺人の花客」土曜ワイド劇場・終着駅シリーズ 監督：池広一夫
- 「火車(かしゃ)」テレビ朝日開局35周年企画宮部みゆきサスペンス 監督：池広一夫
- 「復讐法廷」土曜ワイド劇場/1000回記念作品 監督：齋藤武市
- 「こいまち」(1998〜1999)　監督：小松隆志　水島稔 ほか
- 「田舎で暮らそうよ」テレビ東京(1989)　監督：佐藤健光、村松弘之
- 「G−taste」(2001)　演出：足立内仁章 ほか
- 「恐怖物語 6」よみうりテレビ(2002) 監督：稲川淳二
- 「Pな彼女」(2002)　監督：井筒和幸 小松隆志 金田敬 ラサール石井
- 「恐怖物語 7」よみうりテレビ(2003) 監督：稲川淳二
- 「ドゥニチラヴ」(2003)：大垣一穂 市野龍一
- 「美少女戦士セーラームーン」全49話 CBC(2003〜2004)
- 「ホーリーランド」(2004〜2005)　監督：金子修介/山口晃二 村上秀晃 西山太郎 佐藤太
- 「ティッシュ」(2009) 演出：常廣丈太
- 「執事喫茶にお帰りなさいませ」テレビ東京(2009)　監督：梶研吾 佐藤太
- 「サイン」(2011) 演出：村谷嘉則
- 「マジすか学園2」全12話　(2011) 監督：豊島圭介 佐藤太
- 「QP」(2011) 監督：三池崇史/渡辺武  菅原伸太郎(日本テレビ) 矢部享祐
- 「STAND UP!ヴァンガード」テレビ東京(2012) 監督：元木隆史
- 「黒い報告書」BSジャパン(2012) 監督：深作健太
- 「好好!キョンシーガール 東京電視台戦記」テレビ東京(2012) 監督：濱谷晃一（テレビ東京） 西海謙一郎
- 「Halo Halo House～ホセのニッポン・ダイアリー（全 8 話）」PTV＜フィリピン＞(2015) 監督：
- 「スター☆ジャン」テレビ神奈川(2016) 監督：MOKU
- 「ミラクル・チューンズ」テレビ東京(2016) 監督：三池崇史・倉橋龍介
- 「恋はL＆L／私の頭の中のパクドル」MXテレビ(2017) 監督：田中早苗／出演：パクドル　岡本玲ほか
- 「恋はL＆L／君の瞳に花束を」MXテレビ(2017) 監督：園田俊郎／出演；Boys Republic　葵わかな
- 「恋はL＆L／僕らのライブ大事件」MXテレビ(2017) 監督：加登屋寛／出演：WEBER　山崎紘菜
- 「ミラクル・チューンズ」テレビ東京(2017) 監督：横井健司

### 映画作品
- 「打鐘」（1993年）監督：小松隆志
- 「ごろつき2」（1993年）監督：井原眞治
- 「武闘の帝王」（1993年）監督：高瀬将嗣
- 「突然炎のごとく」（1994年）監督：井筒和幸
- 「ソクラテス (映画)|ソクラテス」（1996年）監督：鶴巻日出雄
- 「TOKYO BEAST」（1997年）監督：片岡亨
- 「柘榴館」（1997年）監督：伊藤秀裕
- 「Dolphin Through ドルフィン・スルー」（1998年）監督：伊藤秀裕
- 「あばれブン屋」（1998年）監督：那須博之
- 「新唐獅子株式会社」（1999年）監督：前田陽一
- 「真累ヶ淵」（2000年）監督：秋山豊
- 「東京ゴミ女」（2000年）監督：廣木隆一
- 「STACY」（2001年）監督：友松直之
- 「カチコミ刑事 オンドリャー! 大捜査線 心斎橋を封鎖せよ」（2005年）監督：鈴木浩介
- 「ナイチンゲーロ」（2006年）監督：末永賢
- 「アオグラ AOGRA」（2006年）監督：小林要
- 「人間椅子」（2006年）監督：佐藤景作
- 「天まであがれ!!」（2006年）監督：横山洋一
- 「歌謡曲だよ人生は／ざんげの値打ちもない」（2007年）監督：水谷敏之
- 「トカゲ飛んだ?」（2007年）監督：磯村一路
- 「ネコと金魚の恋物語」（2007年）監督：瀬々敬久
- 「かべちょろ家守」（2007年）監督：石侍露堂
- 「一億のネコ」（2007年）監督：天野ひろゆき

- 「春琴抄」（2007年）監督：金田敬
- 「組長射殺／首領を射て」（2007年）監督：山村敦史
- 「組長射殺／敵を狩れ」（2007年）監督：佃謙介
- 「覇道」（2008年）監督：辻裕之
- 「覇道／完結編」（2008年）監督：辻裕之
- 「修羅之魂／侠客立志篇」（2008年）監督：辻裕之
- 「修羅之魂／激動渡世篇」（2008年）監督：辻裕之
- 「無敵道」（2008年）監督：辻裕之
- 「Girl's Box ラバーズ☆ハイ」（2008年）監督：佐藤太
- 「小森生活向上クラブ」（2008年）監督：片嶋一貴
- 「うたかた・撥恋少女」（2008年）監督：藤田賢一郎
- 「パラレル　愛はすべてを乗り越える」（2008年）監督：武藤数顕
- 「虹色の硝子」（2008年）監督：横井健司
- 「ユメ十夜」（2008年）三夜・監督:清水崇、五夜・監督：豊島圭介
- 「エッチをねらえ!＜イヌネコ＞」（2009年）監督：金田敬
- 「RISE UP!」（2009年）監督：中島良
- 「美貌のディテイル」（2010年）監督：横井健司
- 「愛の言霊」（2010年）監督：金田敬
- 「純情」（2010年）監督：金田敬
- 「君へのメロディ」（2010年監督：横井健司
- 「Pure」（2010年）監督：横井健司
- 「メサイア」（2011年）監督：金子修介
- 「神☆ヴォイス」（2011年）監督：佐野智樹
- 「ふがいない僕は空を見た」（2012年）監督：タナダユキ　トロント国際映画祭出展作品　　2012年11月公開
- 「営業100万回」（2012年）監督：濱谷晃一 2012年・第4回沖縄国際映画祭の長編プログラム「Laugh」部門にて上映 Osaka Asian Film Festival2014出展
- 「あいときぼうのまち」（2012年）監督：菅乃　廣　2013年函館港イルミナシオン映画祭招待作品／ドイツ・フランクフルト Nippon Connection 2014公式出品　／2014年6月一般公開
- 「棒の哀しみ」（2016年）監督：伊藤秀裕　出演：加藤雅也ほか
- 「Bourbon Tark」（2016年）監督：コーエンジ・ブラザース　2016年函館港イルミナシオン映画祭出展作品／2017年 HongKong Star International Film Festival2017にてセミファイナリスト選出
- 「身体を売ったらサヨウナラ」（2016年）監督：内田英治　脚本：伊藤秀裕　出演：柴田千紘、冨手麻妙、小西キス
- 「春夏秋冬物語」（2017年）監督：園田俊郎　出演：山崎紘菜
- 「私の頭の中のパクドル」(2017年) 監督：田中早苗／出演：パクドル　岡本玲ほか
- 「おみおくり」（2017年）監督：伊藤秀裕　出演：高島礼子 文音 加藤雅也ほか
- 「ゆずりは」（2017年）監督：嘉門幾生　出演：滝川広志ほか　2018年公開
- 「OUT ZONE」（2017年）＜音楽プロデュース兼任＞　監督：菅乃廣　出演： 松中みなみ　林田麻里　遠山景織子　沖正人

　　2017年函館港イルミナシオン映画祭出展作品　／2018年モントリオール世界映画祭「WORLD GREATS部門」正式招待作品　一般公開2019年11月
- 「EVEN～君に贈る歌～」（2018年）監督：園田俊郎　出演：桜田通　ほか　2018年公開
- 「お口の濃い人」（2018年）＜音楽プロデュース兼任＞　監督：コーエンジ・ブラザース P:菅乃廣　出演：遠山景織子、藤崎卓也、松中みなみ他

　　2018年度函館港イルミナシオン映画祭プレミアム招待作品＜オーディエンスアワード受賞＞　　2019年11月一般公開
- 「しあわせのマスカット」（2019年）　　監督：吉田秋生　出演：福本莉子、竹中直人、中河内雅貴、長谷川初範他
- 「グレーゾーン 」（2019年）監督：宏洋 出演：宏洋、西原愛夏、黒条奏斗、青山ひかる、仁科克基、中村ゆうじ他 2021年公開
- 「貧困女子は自助論で世界を救えるか（仮題）」（2020年）監督：菅乃廣　出演：冨手麻妙、夏樹陽子、遠山景織子、松中みなみ、仮面女子、桑山元 他   ＊本作品は現在、コロナウィルスの多大な影響による資金凍結等で、編集途中で中断中とのこと。

＜記載年は製作もしくは撮影年度＞
| スタブアイコン | サブスタブ | この項目は、まだ閲覧者の調べものの参照としては役立たない、人物に関連した書きかけの項目です。この項目を加筆・訂正などしてくださる協力者を求めています（P:人物伝/PJ:人物伝）。 |